# Ikonomidisov Taktikon
Ikonomidisov Taktikon (grško Τακτικόν του Εσκοριάλ, latinizirano: Taktikón tou Eskoriál), imenovan po Nikolaju Ikonomidisu, ki ga je prvi objavil, je seznam bizantinskih uradov, dostojanstvenikov in naslovov, sestavljen v Konstantinoplu v 970. letih (971–975 ali 975–979). Seznam med številnimi vnosi vsebuje poveljnike (stratege) vzhodne meje Bizantinskega cesarstva med bizantinsko-arabskimi vojnami ter vrsto sodnih uradov (thesmophylax, kensor, mystographos, exaktor in hypatos), ki so bili ustvarjeni med vladavino Romana II. ali kmalu po njej.